# Sania
Sania er en dansk musik-duo bestående af Gitte Hansen (f. 1971) og Tommy Christensen (f. 1970).
De spiller dansemusik i genrerne fra dansktop til rock.
Sania har i efteråret '08 udgivet 3 singler, Lykkens Veje, De Gode Gamle Dage og Lykken I San Fernando.
I marts 2009 udgav Sania EP'en Har Du Drømmen Endnu indeholdende 6 numre.
I oktober 2010 udkom debutalbummet 'Vi Fester Hele Natten' indeholdende 12 gode popnumre på dansk.